# Burgstall (Südtirol)

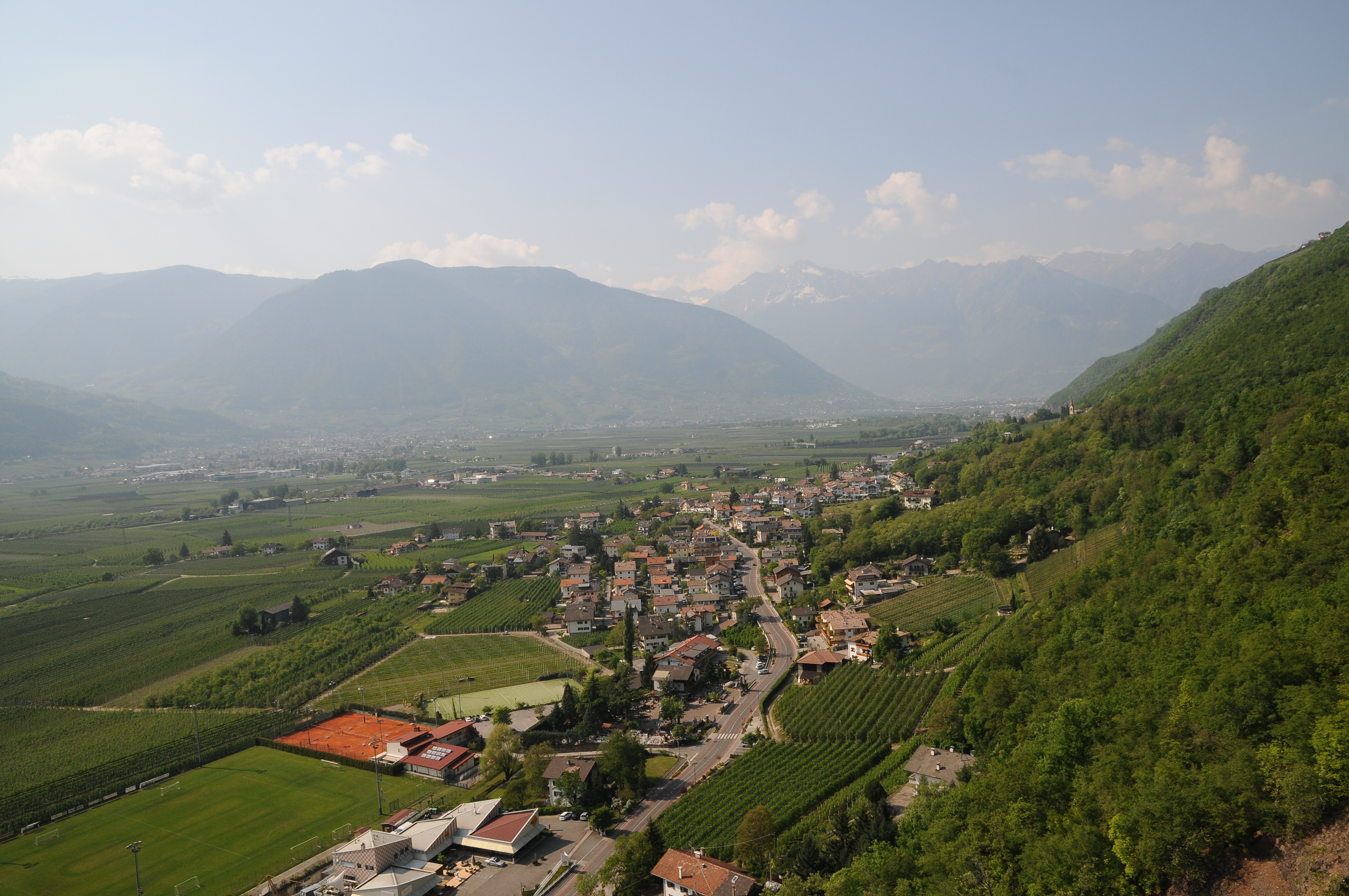
Burgstall

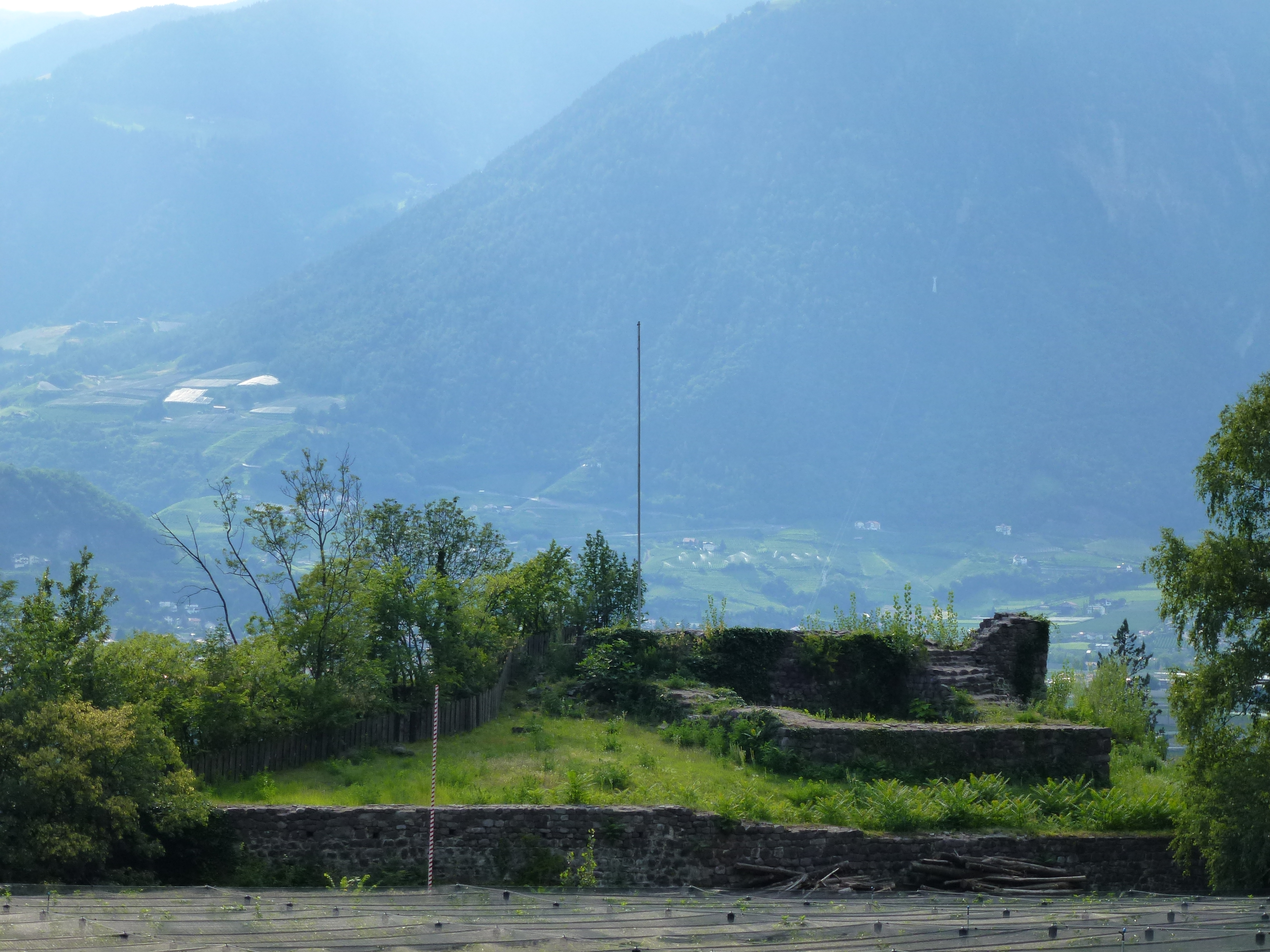
Die Spornburg der Burgruine Burgstall

Burgstall (italienisch Postal) ist eine italienische Gemeinde mit 2021 Einwohnern (Stand 31. Dezember 2023) und ein Dorf in Südtirol. Burgstall grenzt im Süden an Gargazon, im Norden an Meran, im Westen an Lana und im Osten an Vöran und Mölten.
Die Bevölkerung lebt hauptsächlich von der Landwirtschaft im Obstanbau, dem Tourismus und von Dienstleistungen.

## Geographie
Burgstall befindet sich im Burggrafenamt im Etschtal zwischen Meran und Bozen. Die Gemeinde erstreckt sich auf der orographisch linken, östlichen Talseite und hat eine Größe von knapp 7 km², wobei ungefähr die Hälfte der Flächen landwirtschaftliches Grün oder Wald ist. Das Dorfzentrum liegt auf rund 270 m etwas erhöht über der Talsohle. Im Osten steigt das Gemeindegebiet an den Hängen des Tschögglbergs bis auf 1000 m an; im Westen endet es an der Etsch.

## Geschichte
Auf dem Felsen der Ruine Burgstall stand bereits in grauer Vorzeit eine sagenumwobene kleine Wallburg.
Der Ortsname ist erstmals in einem Dokument aus der Zeit zwischen 1217 und 1235 als Purckstal erwähnt und verweist auf einen Burgstall, wobei ursprünglich sowohl die Bedeutung ‚Stätte einer abgegangenen Burg‘ als auch ‚Burganlage‘ zugrunde gelegen haben kann. Das Wort Burgstall war im Althochdeutschen für aufgelassene Burgplätze der Vorgeschichte geläufig. Benennungsmotiv war in dem Fall entweder die Wallburg bei der Ruine Burgstall oder die auf dem Sinichkopf.
Burgstall wurde im Schutz der Burg des Volkmar von Burgstall errichtet, welche heute aber nur noch eine Ruine ist. Um sie herum wurden die Kirche und viel später das Schulgebäude errichtet. Die historischen Gebäude befinden sich am Hang, weil im Mittelalter der Talboden noch versumpft und unzugänglich war. Heute wird das Dorfzentrum aufgrund der günstigeren Rahmenbedingungen mehr und mehr in die Talsohle verlegt. Die Entsumpfung des Talbodens erfolgte mit der Regulierung der Etsch um 1880 und in den nachfolgenden Jahren mit dem Bau von Entwässerungsgräben durch das Bonifizierungskonsortium Passer-Eisackmündung, dessen Mitglieder die Grundbesitzer (Bauern) sind. Heute bewirtschaften Obstbauern aus Burgstall und den Nachbargemeinden diese Flächen in der Talsohle fast gänzlich als Apfelplantagen.
Burgstall gehörte bis zum Ende des Ersten Weltkriegs zum Gerichtsbezirk Meran und war Teil des Bezirks Meran.

## Politik
Bürgermeister seit 1952:
- Josef Burger: 1952–1960
- Franz Gruber: 1960–1980
- Alois Schenk: 1980–1995
- Martin Ganthaler: 1995–2010
- Othmar Unterkofler: seit 2010

## Bevölkerung
Burgstall ist gemäß den erhobenen Sprachgruppenzugehörigkeitserklärungen bzw. Sprachgruppenzuordnungserklärungen eine mehrheitlich deutschsprachige Gemeinde. Als Berechnungsgrundlage der folgenden Prozentwerte wurden die gültigen Erklärungen von Personen mit italienischer Staatsbürgerschaft herangezogen.
| Sprache     | 1981    | 1991    | 2001    | 2011    | 2024    |
| ----------- | ------- | ------- | ------- | ------- | ------- |
| Deutsch     | 67,59 % | 71,21 % | 73,99 % | 76,61 % | 76,84 % |
| Italienisch | 32,24 % | 28,38 % | 25,64 % | 22,78 % | 22,71 % |
| Ladinisch   | 0,17 %  | 0,41 %  | 0,37 %  | 0,61 %  | 0,45 %  |

## Bildung
In Burgstall gibt es einen deutsch- und einen italienischsprachigen Kindergarten. Das einzige schulische Angebot in der Gemeinde ist die deutschsprachige Grundschule.

## Wirtschaft
In der Talsohle, deren Boden feucht und nährstoffreich ist, werden vor allem Äpfel angebaut. An den höher gelegenen Hängen werden Weinreben angebaut, die den etwas kargeren Boden besser vertragen als die Obstbäume. Die Milchwirtschaft wurde in den 1980er Jahren völlig vom Obstanbau verdrängt. Durch die Ausweisung eines Areals für eine Industriezone konnte für die Bevölkerung eine attraktive Erwerbsquelle im Dorf geschaffen werden.
Das bekannteste Unternehmen Burgstalls ist die Dr. Schär AG, die glutenfreie Lebensmittel herstellt.

## Verkehr
Die Hauptstraße, die durch das Dorfzentrum führt, wurde durch den Bau der Schnellstraße Meran–Bozen („MeBo“) wesentlich entlastet. Burgstall liegt dadurch an einer vom Durchzugs- und Schwerverkehr abgelegenen, aber dennoch verkehrstechnisch günstigen Lage. Meran kann mit dem Auto dadurch innerhalb von 10 Minuten erreicht werden und Bozen in 15 Minuten. Der vor allem von den Pendlern benutzte Bahnhof Lana-Burgstall an der Bahnstrecke Bozen–Meran ist vom Dorf nur etwa 10 Gehminuten entfernt; bis 1974 vermittelte von dort zudem die Lokalbahn Lana-Burgstall–Oberlana eine Verbindung zur gegenüberliegenden Talseite nach Lana. Durch Burgstall führen drei öffentliche Buslinien, welche eine schnelle Anbindung an Lana, Meran und Bozen gewährleisten. Die Seilbahn Vöran verbindet die Ortschaft mit der Berggemeinde Vöran. Die entlang der Etsch verlaufende Radroute 2 „Vinschgau–Bozen“ verknüpft Burgstall mit dem regionalen Radwegnetz.

## Tourismus
Im Jahr 2001 wurde, zwei Jahre nach der Eröffnung der Schnellstraße Meran–Bozen, mit dem Rückbau der Staatsstraße begonnen. Diese machte einem Fahrradweg Platz, der Burgstall nun an das südtirolweite Fahrradnetz anschließt. Im Jahr 2007 wurde damit begonnen, den Radweg auch nach Sinich auszuweiten. In Burgstall befindet sich ein Biotop, welches nach der Entsumpfung der Talsohle und der damit verbundenen Zerstörung der Auen übriggeblieben ist. Am Hang des Tschöggelbergs ist das historische Zentrum mit der Heiligen-Kreuz-Kirche zu besichtigen. Mit dem Fahrrad lassen sich ausgedehnte Touren bis in das Passeiertal und in das Südtiroler Unterland unternehmen. Durch die Seilbahn Vöran kann man schnell Vöran erreichen, wo sich vielfältige Wandermöglichkeiten anbieten. Vöran ist auch auf einem Steig zu erreichen.

## Gemeindetätigkeiten
Es gibt viele Vereine in Burgstall, die vorwiegend auf freiwilliger Basis wirken. Die mitgliederstärksten Vereine sind die Musikkapelle und die Freiwillige Feuerwehr. Im Jahr 2002 wurde das Feuerwehrhaus mit angebautem Probelokal für die Musikkapelle neu errichtet. 2002 wurde in Zusammenarbeit mit vielen Gemeindemitgliedern ein Dorfleitplan erstellt, um die Entwicklungsvorstellungen von Gemeinde und Bürgerschaft auszuformulieren. Die stärkste Partei in Burgstall ist die Südtiroler Volkspartei. Burgstall verfügt über eine eigene Dorfzeitschrift („Volkmar“), die viermal im Jahr erscheint.

## Sehenswürdigkeiten

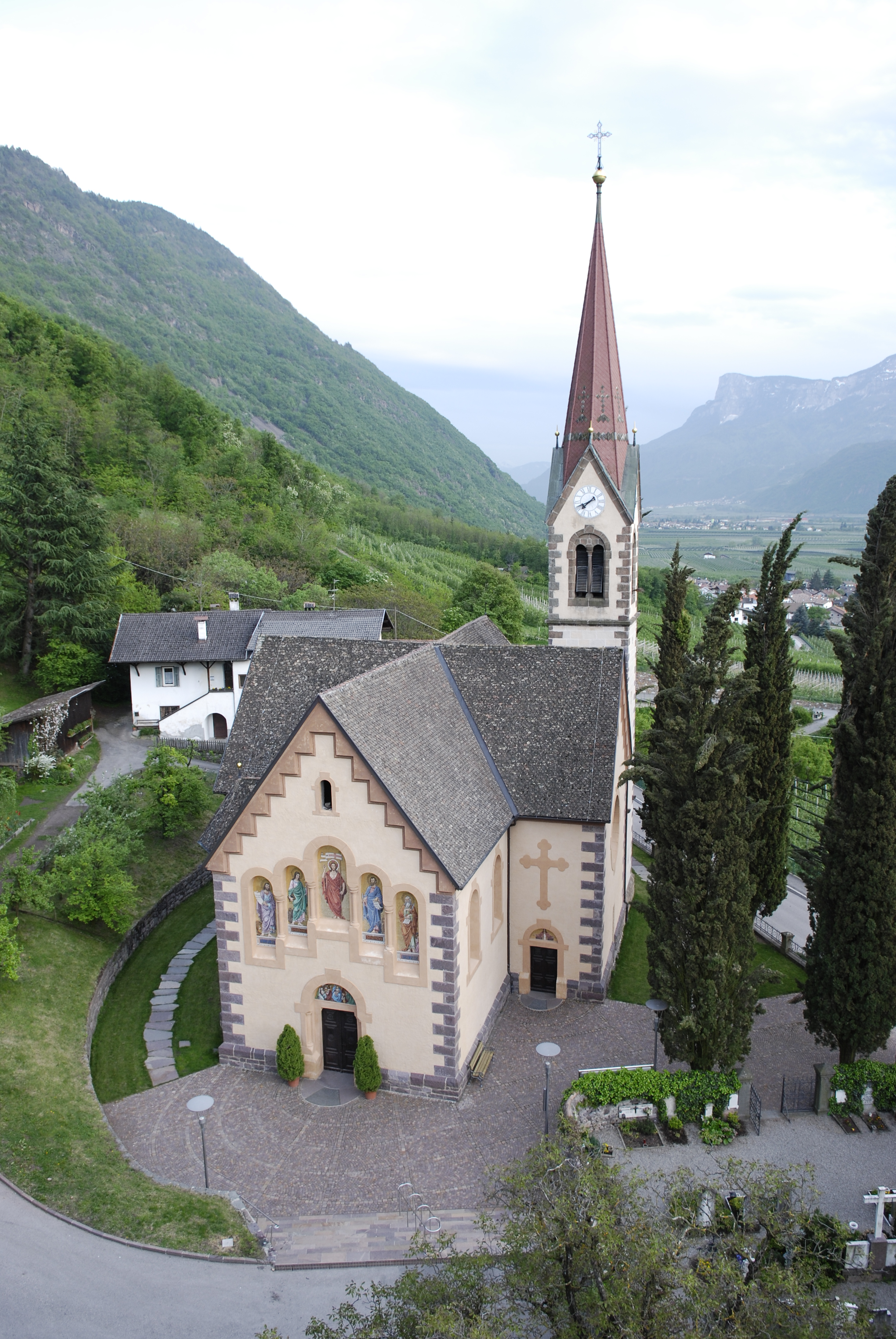
Pfarrkirche zum Heiligen Kreuz

- Pfarrkirche Burgstall
- Biotop Burgstaller Auen
- Sunnseitn-Steig